# Lorenzo Mascheroni
Lorenzo Mascheroni (Bergamo, 13 maggio 1750 – Parigi, 14 luglio 1800) è stato un matematico e letterato italiano.
I suoi contributi più importanti riguardano l'analisi matematica, con studi legati al calcolo integrale e ai logaritmi naturali, la Scienza delle costruzioni con i suoi studi originali sul calcolo a rottura degli archi e la geometria, con la dimostrazione che i problemi risolubili con riga e compasso si possono risolvere anche solo con il compasso.

## Biografia

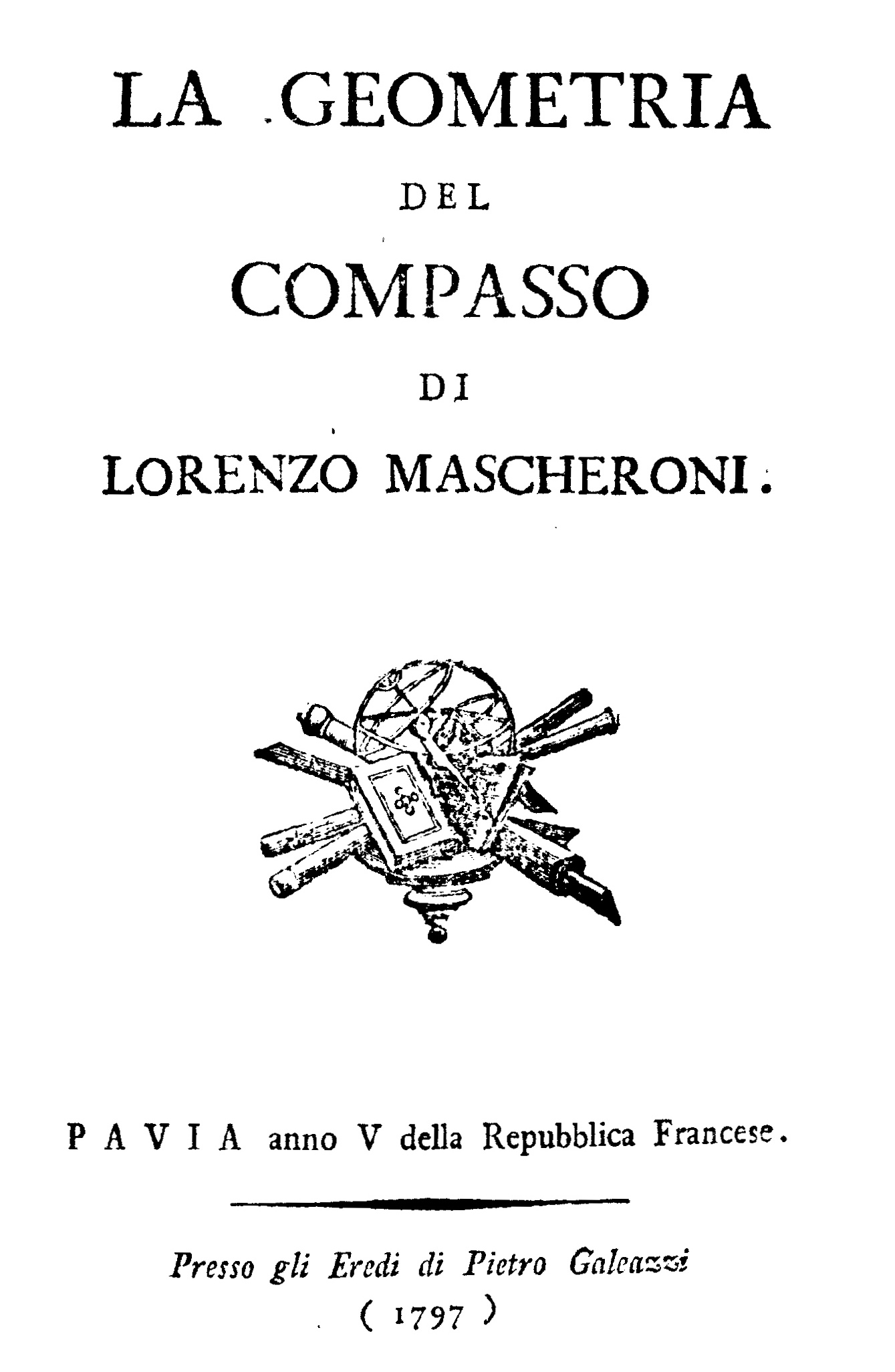
La geometria del compasso, 1797

Primo di quattro figli, Lorenzo Mascheroni nacque a Bergamo nella frazione di Castagneta il 13 maggio 1750 da Giovanni Paolo, un ricco proprietario terriero di una famiglia originaria della Val Brembana, e da Maria Ceribelli. Fu ordinato abate a 17 anni e sacerdote a 24. Sin dal 1773 iniziò la carriera di insegnante, anzitutto di retorica  al Seminario di Bergamo e poi al Collegio Mariano, prestigioso istituto cinquecentesco, oggi trasformato nel liceo classico "Paolo Sarpi". Abbandonate subito le  sterili formulazioni della filosofia scolastica, sviluppò la passione per le scienze sperimentali e l'analisi matematica, forse propiziata dall'ammissione all'Accademia degli Eccitati  di Bergamo il 3 settembre 1775. Nel 1778 passò all'insegnamento di Filosofia, che all'epoca comprendeva anche logica, metafisica e fisica. Il curriculum di studi del Collegio Mariano fu profondamente rinnovato nel 1784, anche per l'influsso del Mascheroni, che negli anni precedenti era stato coinvolto nella formulazione dei nuovi programmi didattici e nelle controversie con gli insegnanti tradizionalisti. Nel nuovo ordinamento Mascheroni diventò lettore di Fisica e Fisica Sperimentale. Poco dopo pubblicò il fondamentale trattato matematico sulla statica delle strutture ad arco Nuove ricerche sull'equilibrio delle volte, Bergamo 1785. Successivamente scrisse testi di analisi matematica e di geometria.
Nel 1786 fu nominato professore di algebra e geometria all'Università di Pavia, dove insegnavano Lazzaro Spallanzani e Alessandro Volta. La nomina, quindi, costituì un riconoscimento del Mascheroni fra i principali scienziati illuministi. Dal 1788 al 1791 fu anche a capo dell'Accademia pavese degli Affidati, mentre nel 1789 e nel 1793 fu anche rettore dell'università. Tra gli onori di quegli anni ci fu la nomina ad Accademico di Padova, membro dell'Accademia Reale di Mantova e della Società Italiana delle Scienze.
Ebbe anche una carriera politica, essendo stato eletto nel 1797 deputato della Repubblica Cisalpina, che lo inviò a Parigi nel 1798, dove partecipò alla commissione incaricata di stabilire definitivamente la lunghezza del metro. Sin dal 1791 era stato stabilito che la lunghezza del meridiano passante per Parigi dovesse risultare pari a 40 milioni di metri, ma per definire accuratamente questa lunghezza erano state avviate misure sperimentali (affidate a Delambre) ed erano necessari calcoli. La commissione concluse i lavori il 10 dicembre 1799, ma Mascheroni non poté tornare in patria a causa dell'occupazione austriaca di Milano, e morì l'anno successivo, dopo una breve malattia.

## Opere di scienza delle costruzioni
La prima opera pubblicata da Mascheroni fu il trattato di statica Nuove ricerche su l'equilibrio delle volte, del 1785, per merito della quale gli fu assegnata la cattedra pavese. In questo campo Mascheroni diede contributi originali nella storia della statica delle strutture.
Le precedenti teorie sulla statica degli archi elaborate dagli ingegneri e trattatisti francesi De la Hire (1712) e da De Belidor (1729) prevedevano il meccanismo di rottura degli archi per slittamento dei conci dovuto a scarsa resistenza all'attrito.
Mascheroni propose e sviluppò il meccanismo di rottura degli archi per formazione di cerniere plastiche, con rotazione degli elementi strutturali dell'arco e dei suoi appoggi.
Le teorie di Mascheroni furono poi sviluppate dai più illustri studiosi di scienza delle costruzioni, fra i quali il veronese Leonardo Salimbeni (1780) e i francesi Claude-Louis Navier (1826) ed E. Mery (1840).
La sperimentazione su modelli di arco ricostruiti in laboratorio, sviluppata nell'Ottocento ed in tempi recenti, ha dato ragione alla Teoria della rottura degli archi di Mascheroni, che storicamente rappresenta un contributo originale della scienza italiana alla Meccanica delle strutture.
Anche di recente l'inglese Jacques Heyman (The masonry arch, Ellis Horwood, Chichester, 1982), il francese Massonnet e gli italiani Benvenuto (1981) e di Pasquale hanno confermato la validità teorica e sperimentale della statica degli archi ideata da Mascheroni, che ha permesso di mettere a punto gli attuali criteri di verifica strutturale degli archi e volte in muratura, che si fondano sullo studio dei loro criteri di rottura con formazione di cerniere plastiche.

## Opere matematiche

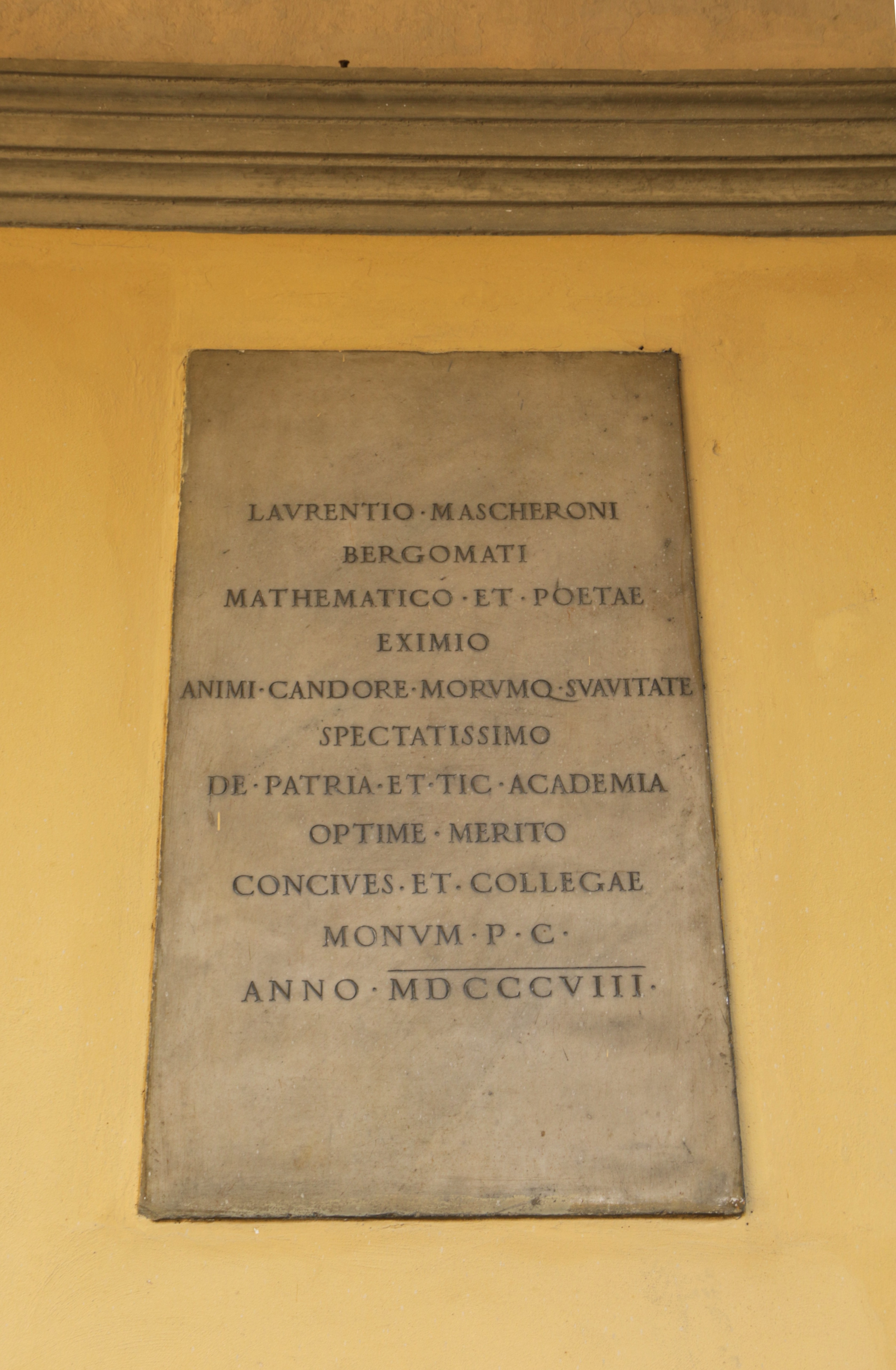
Lapide a Lorenzo Mascheroni presso l'Università di Pavia (1808).

Mascheroni contribuì a divulgare e sviluppare il calcolo infinitesimale ideato da Leibniz, Newton ed Eulero agli inizi del Settecento. Nel 1790, pubblicò Adnotationes ad calculum integrale Euleri - tra le altre cose vi calcolò le prime 32 cifre dello sviluppo decimale della costante di Eulero-Mascheroni, anche se le cifre 19–21 non erano corrette (le prime 16 cifre erano appena state calcolate da Eulero nel 1781). La costante di Eulero-Mascheroni compare ripetutamente nella teoria dei numeri e nell'analisi matematica.
Il suo lavoro più famoso è però La geometria del compasso, del 1797, testo col quale dimostrò che tutte le costruzioni geometriche effettuabili con riga e compasso possono essere fatte usando solo il compasso, se si ammette che una retta è costruita una volta che ne sono stati definiti due suoi punti. Il suo approccio fu di dimostrare innanzitutto come usare il solo compasso per bisecare un dato arco di cerchio, sommare e sottrarre due segmenti dati, trovare il quarto proporzionale dati tre segmenti, trovare il punto di intersezione di due rette date, e i punti di intersezione tra una retta e un cerchio dati. A questo punto Mascheroni dimostrò teoricamente come tutte le costruzioni a suon di riga e compasso possono essere composizioni delle operazioni elementari definite sopra, e quindi ottenute usando solo il compasso.
Nello spirito dell'illuminismo anche quest'opera non è fine a sé stessa, ma è pensata anche per facilitare la costruzione di strumenti di precisione.
La prima dimostrazione di questa teoria non si deve però a Mascheroni, ma al misconosciuto matematico danese Georg Mohr, che l'aveva pubblicata nel suo Euclides Danicus del 1672. Tale opera però rimase sconosciuta fino al 1928, quando ne fu accidentalmente ritrovata una copia. La dimostrazione escogitata dai due matematici è diversa; ecco perché il credito pratico per la scoperta va ancora oggi al matematico bergamasco.

## Produzione letteraria
Mascheroni fu un agile poeta in lingua italiana e latina, anche se la maggior parte delle sue opere furono di circostanza: perfino la Geometria del Compasso ebbe una dedica a Napoleone composta in versi.
La sua opera poetica più celebre, però, fu L'invito di Dafni Orobiano a Lesbia Cidonia, un'epistola in 529 endecasillabi sciolti pubblicata nel 1793, con cui il poeta (in Arcadia: Dafni Orobiano) invita la contessa Paolina Secco Suardo Grismondi (in Arcadia: Lesbia Cidonia) a visitare le collezioni di storia naturale e i gabinetti scientifici dell'ateneo pavese. L'opera nasce dalla volontà tipica dell'illuminismo di diffondere la cultura scientifica anche fra la gente comune interessata alla cultura.  L'opera di Mascheroni, giudicata dai contemporanei come i "più bei versi sciolti di questo secolo", ebbe più di 500 ristampe, fra il 1793 e il 1900. Passato il gusto illuministico, fu stroncata come un semplice catalogo in versi delle collezioni pavesi.
Il museo di storia naturale di Pavia, la cui realizzazione era stata avviata da Spallanzani dal 1771, quando riuscì a ottenere una prima collezione dono dell'imperatrice Maria Teresa d'Austria, fu una realizzazione di grande importanza scientifica e culturale, visitata da scienziati, principi, nobildonne di tutta Europa e dallo stesso imperatore d'Austria nel 1784. La dotazione annua per l'accrescimento delle collezioni passò dalle 1200 lire annue del 1786 alle 6000 del 1794, forse non casualmente l'anno successivo alla diffusione in tutta Europa dell'Invito. Certo un buon successo per il rettore Mascheroni.
Uno degli ammiratori dell'Invito fu Stendhal, che cita questi versi in Rome, Naples, Florence, lettera del 16 dicembre 1816:

Quanto nell'Alpe e nelle aeree rupi

Natura metallifera nasconde;

Quanto respira in aria, e quanto in terra

E quanto guizza negli acquosi regni

Ti fia schierato all'occhio: in ricchi scrigni

Con avveduta man l'ordin dispose

Di tre regni le spoglie. Imita il ferro

Crisoliti e rubin; sprizza dal sasso

Il liquido mercurio; arde funesto

L'arsenico; traluce ai sguardi avari

Dalla sabbia nativa il pallid'oro.

Ché se ami più dell'eritrea marina

Le tornite conchiglie, inclita ninfa,

Di che vivi color, di quante forme

Trassele il bruno pescator dall'onda!

L'aurora forse le spruzzò di misti

Raggi, e godé talora andar toccando

Con la rosata man le cave spire.

Una del collo tuo le perle in seno

Educò verginella; all'altra il labbro

Della sanguigna porpora ministro

Splende; di questa la rugosa scorza

Stette con l'or sulla bilancia, e vinse.

## Mascheroni e Napoleone "matematico"
Durante la campagna d'Italia Napoleone incontrò Mascheroni, che gli illustrò il suo libro sulla "Geometria del Compasso" in corso di stampa con la dedica a "Bonaparte italico". Ne fece sfoggio appena incontrò a Parigi i famosi matematici Joseph-Louis Lagrange e Pierre-Simon Laplace, l'11 febbraio 1797, subito dopo la festa per il trattato di Campoformio. Il povero Laplace dovette esclamare: « Nous attendions tout de vous, Général, excepté des leçons de Matématiques ». Il libro di Mascheroni fu tradotto immediatamente in francese e stampato dall'editore Carette (Parigi 1798).
Fra gli storici della matematica, inoltre, ci sono vivaci discussioni su alcuni teoremi di geometria, attribuiti a Napoleone, ma forse dovuti a Mascheroni. In particolare il teorema di Napoleone è uno dei pochissimi teoremi significativi sui triangoli prodotti dopo i Greci.

## Onori
- Jean-Baptiste Delambre nel presentare il 6 febbraio 1808 un rendiconto dei principali progressi delle scienze fisiche e matematiche nel ventennio 1789-1808 ebbe parole di elogio per la Geometria del Compasso, sottolineandone anche la possibile rilevanza pratica per il concepimento di nuovi strumenti per la matematica e l'astronomia.[3]
- Vincenzo Monti scrisse il poema in cinque canti in terzine dantesche In morte di Lorenzo Mascheroni, stampata postuma a Capolago dalla Tipografia Elvetica nel 1831 (i primi tre canti erano già stati stampati nel 1801). L'opera è chiamata anche Mascheroniana e, come molte opere del Monti, rimase incompleta. Il poeta immagina il Mascheroni accolto nei cieli assieme a Dante, Petrarca, Ariosto, Galileo, ecc. Egli, però cerca le anime dei principali sapienti del suo tempo: Lazzaro Spallanzani, Giuseppe Parini, Pietro Verri, Cesare Beccaria ecc.
- Bergamo ricorda Lorenzo Mascheroni con una piazza nella parte alta della città, con una lapide sulla sua casa di nascita (una villa in località Castagneta) e con un busto collocato nel centralissimo Sentierone. A lui è stato anche intitolato il prestigioso "Liceo Scientifico L. Mascheroni" in via Alberico da Rosciate, vincitore di numerosi riconoscimenti nazionali. Anche sulla casa parigina di rue Monsieur 18-20 in cui Mascheroni morì fu apposta, nel 1901, una lapide commemorativa; essa fu però rimossa in seguito al riadattamento dell'edificio a uso del Ministero degli Esteri francese[4].
- In suo onore l'asteroide 1996 XW8 è stato denominato 27922 Mascheroni[5].

## Opere

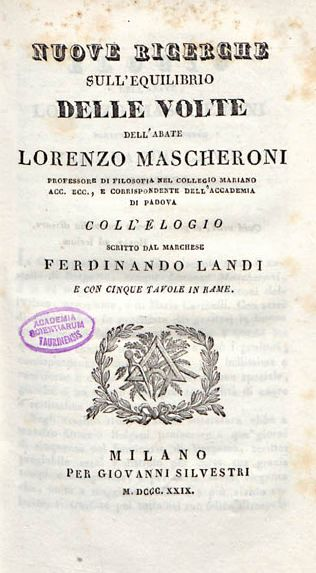
Nuove ricerche sull'equilibrio delle volte, 1829

- Lorenzo Mascheroni, Sulle curve che servono a delineare le ore ineguali sulle superfici piane, Bergamo 1784.
- Lorenzo Mascheroni, Nuove ricerche sull'equilibrio delle volte, Bergamo, 1785. Disponibile on-line
  -  Nuove ricerche sull'equilibrio delle volte, Milano, Giovanni Silvestri, 1829.
- Lorenzo Mascheroni, Metodo per misurare i poligoni piani, Pavia 1787.
- Lorenzo Mascheroni, Adnotationes ad calculum integrale Euleri, Vol. I 1790, Vol II 1792. Disponibile on-line
  - (LA) Lorenzo Mascheroni, Adnotationes ad calculum integralem Euleri. 1, Ticini, ex typographia heredPetri Galeatii, 1790. URL consultato il 13 giugno 2015.
  - (LA) Lorenzo Mascheroni, Adnotationes ad calculum integralem Euleri. 2, Ticini, ex typographia heredPetri Galeatii, 1792. URL consultato il 13 giugno 2015.

- Lorenzo Mascheroni, Problemi per gli agrimensori con varie soluzioni, In Pavia, Baldassare Comino, 1793. URL consultato il 13 giugno 2015.

- Lorenzo Mascheroni, Geometria del compasso, Pavia, Pietro Galeazzi, 1797. URL consultato il 13 giugno 2015.
  - Lorenzo Mascheroni, La geometria del compasso, 1797. Disponibile on-line